# Vincenzo Paglia
Pour les articles homonymes, voir Paglia.
Vincenzo Paglia, né  le 20 avril 1945 à Boville Ernica, dans la province de Frosinone, dans le Latium, est un archevêque italien, président du conseil pontifical pour la famille entre juin 2012 et août 2016. De 2016 à 2025, il est président de l'académie pontificale pour la vie et grand-chancelier de l'Institut pontifical Jean-Paul II.

## Biographie
Il effectue ses études au petit puis au grand séminaire du diocèse de Rome. Il a obtenu une licence en philosophie et une maîtrise en théologie à l'université pontificale du Latran. Il a également obtenu une maîtrise en pédagogie à l'université d'Urbino.
Il est ordonné prêtre pour le diocèse de Rome le 15 mars 1970 par le cardinal Angelo Dell'Acqua, alors vicaire général du diocèse.
Il exerce la fonction de vicaire à la paroisse de Casal Palocco de 1970 à 1973 avant d'être nommé recteur de l'église Sant'Egidio dans le Trastevere où il accueille les premiers pas de la communauté qui plus tard prendra le nom de cette église et dont il devient l'aumônier général. Il sert ensuite à la basilique Sainte-Marie-du-Trastevere de 1981 à 2000. Il est également postulateur de la cause de béatification de Mgr Óscar Romero assassiné en 1980 à San Salvador.
Inscrit à l'ordre des journalistes du Latium, il collabore à différents journaux, revues, et émissions de télévision et de radio.

### Évêque
Le 4 mars 2000, Jean-Paul II le nomme évêque de Terni-Narni-Amelia. Il reçoit la consécration épiscopale des mains du cardinal Camillo Ruini, cardinal-vicaire de Rome, en l'archibasilique Saint-Jean-de-Latran le 2 avril suivant. Il prend possession de son siège épiscopal le 16 avril.
En septembre 2002, il est nommé président de la Fédération biblique catholique internationale. De 2004 à 2009, il préside la commission Œcuménisme et dialogue de la Conférence épiscopale italienne et de 2009 à 2012, il est président de la conférence des évêques d'Ombrie.
en 2011, il est nommé parmi les premiers membres du conseil pontifical pour la nouvelle évangélisation tout juste créé.
Le 26 juin 2012, Benoît XVI l'élève à la dignité d'archevêque et le nomme président du conseil pontifical pour la famille.
Le 9 septembre 2014, il est nommé par le pape François, père synodal pour la troisième assemblée générale extraordinaire du synode des évêques sur la famille se déroulant du 5 au 19 octobre en qualité de président du Conseil pontifical pour la famille.
Le 17 août 2016, le pape François publie le motu proprio Sedula Mater qui entraine la suppression du conseil pontifical pour la famille, mettant ainsi fin aux fonctions de Mgr Paglia. Le même jour est publié un chirographe du pape, annonçant sa nomination comme grand chancelier de l’Institut pontifical Jean-Paul II et président de l'Académie pontificale pour la vie. Il quitte ces deux fonctions en mai 2025, quand le pape Léon XIV nomme deux remplaçants.

## Engagements et prises de positions

### Avec Sant'Egidio
Il participe activement à l'association Hommes et religions de la Communauté de Sant'Egidio qui organise des rencontres œcuméniques et inter-religieuses. Il joue un rôle déterminant dans la rencontre inter-religieuse internationale de Bucarest qui a permis le voyage, en 1999, de Jean-Paul II en Roumanie, premier pays orthodoxe à recevoir la visite d'un pape depuis le schisme de 1054. Il œuvre également pour permettre la visite de S.B. Théoctiste, patriarche orthodoxe de Roumanie à Rome en 2002.
Il a également pesé en faveur de l'attribution d'un doctorat Honoris causa au métropolite Cyrille, alors chargé des affaires extérieures de l'Église orthodoxe russe.
Vincenzo Paglia est le premier prêtre à avoir été autorisé à entrer en Albanie avant même les élections libres de 1991. Il est ensuite membre de la délégation pontificale pour la première visite pastorale dans le pays ou cours de laquelle est obtenue la réouverture du séminaire, la restitution de la cathédrale et qui ouvre la voie à l'ouverture de relations diplomatiques entre l'Albanie et le Saint-Siège.

## Distinctions et récompenses
Mgr Paglia a reçu plusieurs distinctions pour son engagement en faveur la paix dont notamment: 
- 1999 : Médaille Gandhi de l'Unesco
- 2003 : Prix Mère-Térésa de la république d'Albanie

## Ouvrage
- La Joie de la vie, Paris, Salvator, 2024  (ISBN 978-2-7067-2692-7)